# Miasta Bhutanu
Według danych oficjalnych pochodzących z 2005 roku Bhutan posiadał ponad 30 miast o ludności przekraczającej 1 tys. mieszkańców. Stolica kraju Thimphu jako jedyne miasto liczyło ponad 50 tys. mieszkańców; 1 miasto z ludnością 10÷50 tys. oraz reszta miast poniżej 10 tys. mieszkańców.

## Największe miasta w Bhutanie
Największe miasta w Bhutanie według liczebności mieszkańców (stan na 31.05.2005):
| L.p. | Miasto       | Dystrykt | Liczba ludności |
| ---- | ------------ | -------- | --------------- |
| 1.   | Thimphu      | Thimphu  | 79 185          |
| 2.   | Phuntsholing | Czʽukʽa  | 20 537          |
| 3.   | Gelekpʽu     | Sarpang  | 9199            |

## Alfabetyczna lista miast w Bhutanie
- Dagana
- Damphu
- Deothang
- Dzakar
- Gasa
- Gedu
- Gelekpʽu
- Gomtu
- Gyelpozhing
- Ha
- Kanglung
- Lhamoi Dzingkha
- Lhuntse
- Mebisa (Chukha)
- Monggar-dzong
- Nganglam
- Paro
- Pemagatsel
- Phuntsholing
- Punakʽa
- Rangjung
- Samdrup Jongkhar
- Samce
- Sarpang
- Thimphu
- Traszigang
- Trashiyangtse
- Trongsa
- Tsimalakha
- Wangdue Phodrang
- Zhemgang